# Lothar Kalinowsky
Lothar Bruno Kalinowsky (geboren am 28. Dezember 1899 in Berlin; gestorben am 28. Juni 1992 in New York City) war ein deutschamerikanischer Psychiater und ein Pionier der Elektrokonvulsionstherapie.

## Leben
Lothar Bruno Kalinowsky war ein Sohn des Rechtsanwalts Alfred Kalinowsky und der Anna Schott, Tochter jüdischer Eltern. Er besuchte das Humboldt-Gymnasium, wurde 1918 als Soldat eingezogen und studierte nach dem Ersten Weltkrieg Medizin in Berlin. Er machte nach der 1922 bestandenen ärztlichen Prüfung eine Facharztausbildung zum Nervenarzt in Hamburg, Wien und Breslau und wurde 1922 bei Wilhelm Weygandt in Hamburg promoviert. 1925 heiratete er in Berlin die aus einer reichen Bankiersfamilie stammende Hilda Pohl (1905–1999), sie hatten zwei Töchter. Er eröffnete eine Privatpraxis und arbeitete in einer unbezahlten Volontärsstelle an der Nervenklinik der Charité bei Hans Gerhard Creutzfeldt.
Er publizierte zu den erblichen Ataxien und der amyotrophen Lateralsklerose und forschte für seine Habilitation über die Hallervordensche Krankheit. Nach der Machtübergabe an die Nationalsozialisten 1933 wurde sein Habilitationsverfahren aus rassistischen Gründen abgebrochen, und er wurde von der Charité entlassen. Mit der  Verordnung über die Zulassung von Ärzten zur Tätigkeit bei den Krankenkassen endete auch seine neurologische Konsiliartätigkeit mit Arthur Simons in den städtischen Krankenhäusern Berlins wie auch die Vertretungstätigkeit für Fritz Fränkel in der Kreuzberger psychiatrischen Fürsorge für Alkohol und Sucht.
Dank der Vermittlung durch Otfrid Foerster erhielt Kalinowsky im Mai 1933 eine unbezahlte Stelle in der psychiatrischen und neurologischen Abteilung der Universitätsklinik in Rom, die ab 1935 von Ugo Cerletti geleitet wurde. Dort begleitete er die Forschungen zur Elektrokrampftherapie. Aufgrund der italienischen Rassegesetze und des Entzugs des Ärztediploms für ausländische „Nichtarier“ musste Kalinowsky 1938 nach London emigrieren.
Von dort zog er 1940 weiter in die USA, wo er sich als Nervenarzt mit Schwerpunkt auf  Elektrokrampftherapie niederließ und 1958 als Associate Professor für Neuropsychiatrie am New York Medical College (NYMC) angestellt wurde. Ab 1947 besuchte er auch wieder West-Berlin und lehrte er als Gastprofessor an der Freien Universität. 1968 erhielt er das Große Verdienstkreuz der Bundesrepublik Deutschland.
Unter seinen zahlreichen Publikationen wurde seine 1946 erschienene Monographie Shock Treatments and Other Somatic Procedures in Psychiatry zum Standardwerk der Biologischen Psychiatrie.

## Schriften (Auswahl)
- Psychische Veränderungen nach Encephalitis im Kindesalter. Hamburg: Brünnler, 1922
- Hallervordensche Krankheit. In: Handbuch der Neurologie, Band 16. Berlin: Julius Springer, 1936, S. 874–881
- Electric-convulsion therapy in schizophrenia. Lancet, 1939, S. 1232–1233.
- mit Paul H. Hoch: Shock Treatments and Other Somatic Procedures in Psychiatry. Vorwort Nolan D. C. Lewis. New York: Grune & Stratton, 1946
  - Schockbehandlungen, Psychochirurgie und andere somatische Behandlungsverfahren in der Psychiatrie. Übersetzung der 2., durchgesehenen und erweiterten Auflage von Heinrich Kranz und Herbert Viefhues. Bern : Medizin. Verlag Huber, 1954
- Die Elektrokrampfbehandlung in ihrer Beziehung zur Neurologie. Monatsschrift für Psychiatrie und Neurologie, 117, 1949, S. 268–279
- mit H. Hippius: Pharmacological, Convulsive and Other Somatic Treatments in Psychiatry. New York: Grune & Stratton, 1969
- Lothar B. Kalinowsky, in: Ludwig J. Pongratz: Psychiatrie in Selbstdarstellungen. Bern : Huber, 1977 ISBN 3-456-80307-9, S. 147–164
- History of convulsive therapy, in: Annals of the New York Academy of Sciences, 1986, 462, S. 1–4